# The Trouble with the Truth (Patty Loveless)
The Trouble with the Truth is een nummer van de Amerikaanse countryzangeres Patty Loveless, geschreven door Gary Nicholson. Het nummer werd in april 1997 uitgebracht als de vijfde en laatste single van haar album The Trouble with the Truth.

## Hitnotering
Het nummer stond twintig weken lang in de Billboard Hot Country Songs, met een hoogste notering op positie vijftien.

## Andere versies
Joan Baez nam ook een versie van het nummer op tijdens een opnamesessie begin jaren negentig in Nashville, maar de opname bleef onuitgegeven tot deze in 2012 werd uitgebracht als bonustrack op de geremasterde heruitgave van haar album Play Me Backwards uit 1992.